# الابن (فلم)
الابن هو فيلم من نوع دراما أُصدر في 2002. الفيلم من إنتاج آر تي بي إف وLes Films du Fleuve ‏، ومن توزيع لوكي ريد للتوزيع ‏، وهو من إخراج جان بيار داردين ولوك داردين، أما السيناريو فكان من كتابة جان بيار داردين ‏ ولوك داردين وجان بيار داردين.

## القصة
تقع أحداث الفيلم في بلجيكا. أوليفييه، نجارٌ يُدرّس في مركزٍ للتدريب الحرفي، يُدرّب فرانسيس ثوريون، قاتل ابنه، عمدًا. يجهل فرانسيس علاقته بأوليفييه منذ خمس سنوات. يُعاني أوليفييه من ألم فقدان ابنه وانفصاله عن زوجته، فيُصاب بهوسٍ طفيفٍ تجاه فرانسيس. يلاحقه إلى منزله، ويسرق مفاتيحه، ويستكشف شقته، بينما يكتشف تدريجيًا المزيد عن الصبي. يُقدّر فرانسيس أوليفييه، ويرى فيه قدوةً له. مع هذا، يجد أوليفييه نفسه في نهاية المطاف مُمزّقًا بين كراهيته لقاتل ابنه والغموض الأخلاقي لقبول هذا الطفل القادم من منزلٍ مُفكّك وماضيٍّ مُحبط.

## طاقم التمثيل
- اوليفييه جورميه في دور أوليفييه
- مورغان مارين في دور فرانسيس ثوريون
- إيزابيلا سوبارت في دور ماجالي
- نسيم حساني بدور عمر
- كيفن ليروي في دور راؤول
- فيليسيان بيتسير في دور ستيف
- ريمي رينو في دور فيليبو
- أنيت كلوسيه مديرة لمركز التدريب
- فابيان مارنيت في دور رينو
- جيمي ديلوف في دور داني
- آن جيرارد بدور والدة داني

## وصلات خارجية
- مقالات تستعمل روابط فنية بلا صلة مع ويكي بيانات